# Drucktechnologe

Drucktechnologe bei der Arbeit

Drucktechnologe ist ein Lehrberuf, dessen Ausbildung drei Jahre dauert. Früher wurde der Beruf Drucker genannt und hatte auch eine dreijährige Lehrzeit. Durch die immer sich näher kommenden Berufe des Druckers und des Polygrafen wurde der Beruf im Jahr 2003 zum Drucktechnologen umbenannt mit drei Jahren Lehrzeit.
Die Hauptaufgaben des Drucktechnologen sind: das Einrichten der Druckmaschine, die Überwachung des reibungslosen Fortdrucks und die permanente Qualitätssicherung der Auflage.

## Ausbildung

### Ausbildung in Deutschland
Der Ausbildungsberuf Drucker wurde im Jahr 2010 modernisiert und trat im Jahr 2011 als Medientechnologe Druck mit einer dreijährigen Ausbildungsdauer in Kraft.

### Ausbildung in der Schweiz
Der Beruf wird in verschiedene Fachrichtungen unterteilt.
| Fachrichtung        | Herstellung                                                                         |
| Bogenoffsetdrucker  | Prospekte, Broschüren, Flyer, Plakate, Bürodrucksachen …                            |
| Rollenoffsetdrucker | Zeitungen, Reklame …                                                                |
| Siebdrucker         | T-Shirt, Sticker …                                                                  |
| Reprograf           | Datenhandling, Digitaldruck, Plot von CAD-Plänen und Plakaten, Ausrüsten, Verkauf … |
| Flexodrucker        | Verpackungsindustrie                                                                |
| Tiefdrucker         | Kataloge                                                                            |
| Buchdrucker         | "veraltet"                                                                          |

#### Voraussetzung
- Sekundarschulabschluss oder guter Realschulabschluss
- Eignungstest der Viscom wird bei einigen Betrieben verlangt
- Technisch begabt, gutes Verständnis für physikalische und technische Vorgänge
- Exaktes und konzentriertes Arbeiten
- Sicheres Farbunterscheidungsvermögen
- Auffällige Beobachtungsgabe
- Schnelles Reaktionsvermögen
- Verantwortungsbewusstsein
- Teamfähigkeit

Flexodrucker haben eine 3-jährige Ausbildungszeit und tragen danach die Bezeichnung "Flexodrucker EFZ".

## Weiterbildung

### Weiterbildung in der Schweiz
Die bestandene Lehrabschlussprüfung gibt Anrecht auf das eidgenössische Fähigkeitszeugnis als "gelernter Drucktechnologe".
Der Besuch der Berufsmaturitätsschule ist während oder nach der Lehre möglich.
Weiterführende Ausbildungen sind:
- Betriebsfachfrau/mann (in Vorbereitung)
- Druckkauffrau/mann
- Dipl. Druckfrau/mann der Druckindustrie
- Techniker TS
- Ingenieur FH